# Óptica ondulatória
A óptica ondulatória é a parte da óptica que estuda a luz considerando-a uma onda plana, estudando a frequência e comprimento de onda. É utilizada no estudo da difração.